# Pivovar Malesice
Pivovar Malesice stával nedaleko zámku v obci Malesice, směrem na Radčice.

## Historie
První písemná zmínka o pivovaru pochází z roku 1594 v dědickém řízení. Tehdy je také zmiňována sladovna a chmelnice. V dobách největší slávy činil výstav až 4500 hl. Provoz v pivovaru byl ukončen roku 1906.
Krátce po ukončení provozu byl tehdejšími majiteli, Schönborny, přeměněn na maštale pro koně. Budova pivovaru byla zbořena v 50. letech 20. století. Dnes jsou k vidění zbytky pivovarských sklepů, které sloužily jako sklad státního statku.